# 平德里希
平德里希是德国莱茵兰-普法尔茨州的一个市镇。总面积5.41平方公里，总人口866人，其中男性428人，女性438人（2011年12月31日），人口密度160人/平方公里。